# Cratocentrus decoratus
Cratocentrus decoratus är en stekelart som först beskrevs av Johann Christoph Friedrich Klug 1834.  Cratocentrus decoratus ingår i släktet Cratocentrus och familjen bredlårsteklar. Inga underarter finns listade i Catalogue of Life.